# در زندگی‌ام
«در زندگی‌ام» (به انگلیسی: In My Life) ترانه‌ای از بیتلز است که در آلبوم سول لاستیکی منتشر شد.